# 约翰·霍奇曼
约翰·霍奇曼（John Kellogg Hodgman，1971年6月3日—），是一位美国作家与喜劇演員。除了因他已发表的作品外，约翰·霍奇曼还因在苹果公司的商业广告Get a Mac中扮演PC以及在喜剧中心与乔恩·斯图尔特合作每日秀而知名。

## 早年生活
约翰·霍奇曼出生于麻萨诸塞州布鲁克莱恩。
1994年，约翰·霍奇曼从耶鲁大学毕业。